# Diskografija grupe 30 Seconds to Mars
30 Seconds to Mars je američki alternativni rok-bend. Diskografija benda se sastoji od četiri studijska albuma, tri EP, četrnaest video-snimaka i jedanaest singlova. Thirty Seconds to Mars je osnovana u 1998 godine u Los Anđelesu Džaredom Leto (vokal, gitara, klavijature) i njegovim bratom Šenonom (bubnjevi, akustična gitara). U 1999 muzičari su potpisali ugovor sa Immortal i Virgin Records i posle tri godine je objavio svoj debi album koji bio nazvan "30 Seconds to Mars". Album je debitovao pod brojem 107 u rangiranju "Bilboard 200", a kasnije je stigao do prvog mesta u Top Heatseekers i se prodao u SAD 121000 primeraka. U 2000 godine sa ovog albuma su izdata dva singla: "Capricorn (A Brand New Name)" i "Edge of the Earth". Prvi od njih dostigao 31. mesto u Hot Mainstream Rock Tracks i prvog mesta u Top Heatseekers.
Drugi album, A Beautiful Lie, snimljen je na četiri različita kontinenta u pet država tokom tri godine. Ovaj album je proširio auditoriju benda i dobio se status platinastog albuma u SAD, Italiji i Ujedinjenom Kraljevstvu i je zlati u nekoliko država. Sa ovog albuma četiri singlova su pušteni: «Attack», «The Kill», «From Yesterday», «A Beautiful Lie». Počevši od prve sedmice, Attack» vodio je hitove na alternativnom radio, dok "The Kill" postavio je rekord, postavši najdužem hitom u istoriji Hot Modern Rock Tracks i bio je u hit-paradu tokom 94 sedmice, a posljednji put on je bio na vrhu u 2006 godine. Treći singl, «From Yesterday», takođe je bio nekoliko sedmici na vrhu Hot Modern Rock Tracks. Broj prodatih primeraka albuma "A Beautiful Lie" premašila 4 miliona.
Nakon završetka suđenja sa EMI na $30 miliona, bend je izdao svoj treći album "This Is War" 4 decembra 2009 godine. Ovaj album je vodio američki top-listove, je dostigao prvo mesto u Tastemaker Albums, druge mesto u rejtingu Alternative Albums i Digital Albums, treće mesto u Rock Albums i osamnaesto mesto u Billboard 200. Dva prvi singlova od ovog albuma, «Kings and Queens» i «This Is War», su dostigli maksimum u Alternative Songs i četvrto mesto u Rock Songs. Treći singl, «Closer to the Edge», takođe dugo vremena bio u top-paradu UK Rock Chart.

## Albumi

### Studijski albumi
| Godina                                                                                           | Detalji | Maksimalni položaj | Maksimalni položaj | Maksimalni položaj | Maksimalni položaj | Maksimalni položaj | Maksimalni položaj | Maksimalni položaj | Maksimalni položaj | Maksimalni položaj | Maksimalni položaj | Sertifikaciji                                                                                   |
| Godina                                                                                           | Detalji | SAD                | АUS                | AUT                | NEM                | ITA                | NOZ                | POR                | FIN                | ŠVA                | UK                 | Sertifikaciji                                                                                   |
| ------------------------------------------------------------------------------------------------ | --- | ------------------ | ------------------ | ------------------ | ------------------ | ------------------ | ------------------ | ------------------ | ------------------ | ------------------ | ------------------ | ----------------------------------------------------------------------------------------------- |
| 2002                                                                                             | 30 Seconds to Mars - Izdanje: 27 aug. 2002 - Izdavačka kuća: Immortal - Format: CD, LP, DP                          | 107                | 89                 | —                  | —                  | —                  | —                  | —                  | —                  | —                  | 136                | UK: Srebro                                                                                      |
| 2005                                                                                             | A Beautiful Lie - Izdanje: 30 aug. 2005 - Izdavačka kuća: Virgin Records - Format: CD, CD+DVD, LP, DP               | 36                 | 20                 | 10                 | 30                 | 11                 | 20                 | 23                 | 15                 | 49                 | 38                 | Spisak - SAD: Platinovi - AUS: Zlati - UK: Platinovi - NEM: Zlati - KAN: Zlati                  |
| 2009                                                                                             | This Is War - Izdanje: 4 dec. 2009 - Izdavačke kuće: Virgin Records, EMI - Format: CD, CD+DVD, LP, DP               | 19                 | 18                 | 8                  | 12                 | 19                 | 9                  | 6                  | 19                 | 20                 | 15                 | Spisak - SAD: Zlati - AUS: Zlati - AUT: Zlati - UK: Platinovi - NEM: Platinovi - POL: Platinovi |
| 2013                                                                                             | Love Lust Faith + Dreams - Izdavanje: 21. maj 2013 - Izdavačka kuća: Virgin, Universal - Format: CD, CD+DVD, LP, DP | 6                  | 4                  | 3                  | 3                  | 3                  | 11                 | 3                  | 13                 | 5                  | 5                  | Spisak - POL: Zlati - АUT: Zlati - NEM: Zlati - UK: Zlati                                       |
| Znak «—» ukazuje na publikacije koje nisu uključene u rejtingu ili nisu objavljeni u ove države. | |                    |                    |                    |                    |                    |                    |                    |                    |                    |                    |                                                                                                 |

### Extended Plays / mini-albumi
| 2007                            | AOL Sessions Undercover - Izdavanje: 13 mart 2007 - Izdavačka kuća: Virgin - Format: DP           | —  | —  | —  | —  | — |
| 2008                            | To the Edge of the Earth - Izdavanje: 25 mart 2008 - Izdavačka kuća: Virgin - Format: CD+DVD      | —  | —  | —  | —  | — |
| 2011                            | MTV Unplugged: 30 Seconds to Mars - Izdavanje: 19 aug. 2011 - Izdavačka kuća: Virgin - Format: DP | 76 | 12 | 16 | 38 | 3 |
| «—» је, ako album nije rangiran |                                                                                                   |    |    |    |    |   |

## Singlovi
| Datum                                                                                     | Singl                             | Maksimalni položaj | Maksimalni položaj | Maksimalni položaj | Maksimalni položaj | Maksimalni položaj | Maksimalni položaj | Maksimalni položaj | Maksimalni položaj | Maksimalni položaj | Maksimalni položaj | Sertifikacija      | Album                    |
| Datum                                                                                     | Singl                             | B100               | ALT                | MAIN               | АUS                | АUT                | КАN                | NEM                | HOL                | NOZ                | UK                 | Sertifikacija      | Album                    |
| ----------------------------------------------------------------------------------------- | --------------------------------- | ------------------ | ------------------ | ------------------ | ------------------ | ------------------ | ------------------ | ------------------ | ------------------ | ------------------ | ------------------ | ------------------ | ------------------------ |
| 23                                                                                        | «Capricorn (A Brand New Name)»    | —                  | —                  | 31                 | —                  | —                  | —                  | —                  | —                  | —                  | —                  | 30 Seconds to Mars |                          |
| 27                                                                                        | «Edge of the Earth»               | —                  | —                  | —                  | —                  | —                  | —                  | —                  | —                  | —                  | —                  | 30 Seconds to Mars |                          |
| 12                                                                                        | «Attack»                          | —                  | 22                 | 38                 | —                  | —                  | 82                 | —                  | —                  | —                  | 148                | A Beautiful Lie    |                          |
| 24                                                                                        | «The Kill (Bury Me)»              | 65                 | 3                  | 14                 | 20                 | 41                 | 1                  | 58                 | 51                 | 22                 | 28                 | A Beautiful Lie    |                          |
| 07                                                                                        | «From Yesterday»                  | 76                 | 1                  | 11                 | 33                 | 53                 | 2                  | 72                 | 8                  | 13                 | 37                 | A Beautiful Lie    | NOZ: Zlatni              |
| 17                                                                                        | «A Beautiful Lie»                 | —                  | 37                 | —                  | —                  | —                  | 27                 | 92                 | 42                 | —                  | —                  | A Beautiful Lie    |                          |
| 13                                                                                        | «Kings and Queens»                | 82                 | 3                  | 4                  | 67                 | 35                 | 70                 | 39                 | 21                 | 14                 | 28                 | NOZ: Zlatni        | This Is War              |
| 26                                                                                        | «This Is War»                     | 72                 | 1                  | 4                  | —                  | 73                 | 67                 | 79                 | 52                 | —                  | 51                 |                    | This Is War              |
| 20                                                                                        | «Closer to the Edge»              | 99                 | 7                  | 21                 | 13                 | 20                 | —                  | 26                 | 44                 | 21                 | 44                 |                    | This Is War              |
| 10                                                                                        | «Hurricane 2.0» (sa Kanje Vestom) | —                  | —                  | —                  | 67                 | —                  | —                  | 45                 | 46                 | —                  | 124                |                    | This Is War              |
| 19                                                                                        | «Up in the Air»                   | 107                | 4                  | 16                 | 68                 | 45                 | 32                 | 54                 | 49                 | —                  | 45                 | POR: Zlatni        | Love Lust Faith + Dreams |
| 01                                                                                        | «Do or Die»                       | —                  | 20                 | 38                 | —                  | 75                 | 62                 | —                  | 42                 | —                  | —                  |                    | Love Lust Faith + Dreams |
| 30.07.2013                                                                                | «City of Angels»                  | —                  | 8                  | 31                 | 93                 | —                  | 29                 | 92                 | —                  | —                  | —                  | POR: Zlatni        | Love Lust Faith + Dreams |
| Znak "—" naziva singlova koji nisu uključeni u rejtingu ili nisu objavljeni u ove države. |                                   |                    |                    |                    |                    |                    |                    |                    |                    |                    |                    |                    |                          |

### Promosinglovi
| Godina | Singl                                | Napomena |
| ------ | ------------------------------------ | --- |
| 2002   | "Songs From 30 Seconds To Mars"      | - Uključuje demo-verziju "Capricorn (A Brand New Name)" i "End of the Beginning".                              |
| 2006   | "Two Beautiful Lies"                 | - Uključuje izmenjenu verziju "The Kill", a takođe live-snimanje "Attack" i fanovi foto-album.                 |
| 2006   | "The Kill (Bury Me) [Live]"          | - Akustična verzija "The Kill", koja je registrovana на VH1.Ima 35. mesto u hit-paradu Alternative Songs.      |
| 2006   | "The Story / Was It a Dream? (Live)" | - Ekskluzivni iTunes Live koncert "The Story" i "Was It a Dream?"                                              |
| 2010   | "Search and Destroy"                 | - To je iz studijskog albuma This Is War. Ima 77. mesto u Polish Singles Chart i 9. mesto u Polish Rock Chart. |

## Druge pesme koje su uključene u rejtinge
Ove pesme nisu bili puštene kao singlovi, ali su u rejtingovane zbog emitovanje ili digitalnih preuzimanja.
| Godina                                                                                 | Pesma                     | Maksimalni položaj | Maksimalni položaj | Maksimalni položaj | Maksimalni položaj | Album              |
| Godina                                                                                 | Pesma                     | POL                | POL Rock           | POR                | UK Rock            | Album              |
| -------------------------------------------------------------------------------------- | ------------------------- | ------------------ | ------------------ | ------------------ | ------------------ | ------------------ |
| 2008                                                                                   | "Battle of One"           | —                  | —                  | 27                 | —                  | A Beautiful Lie    |
| 2008                                                                                   | Hunter                    | 29                 | 1                  | 4                  | —                  | A Beautiful Lie    |
| 2009                                                                                   | "Hurricane"               | 32                 | 1                  | —                  | 39                 | This Is War        |
| 2010                                                                                   | "Alibi"                   | 49                 | 8                  | —                  | —                  | This Is War        |
| 2010                                                                                   | "Night of the Hunter"     | 65                 | 14                 | —                  | —                  | This Is War        |
| 2010                                                                                   | "Vox Populi"              | 59                 | 11                 | —                  | —                  | This Is War        |
| 2010                                                                                   | "Buddha for Mary"         | 28                 | 1                  | —                  | —                  | 30 Seconds to Mars |
| 2010                                                                                   | "Welcome to the Universe" | —                  | 4                  | —                  | —                  | 30 Seconds to Mars |
| Znak "—" naziva pesme koje nisu uključene u rejtingu ili nisu objavljeni u ove države. |                           |                    |                    |                    |                    |                    |

## Video snimci
| Datum              | Video snimci                   | Reditelj            |
| ------------------ | ------------------------------ | ------------------- |
| 6. avgusta 2002    | "Capricorn (A Brand New Name)" | Paul Fedor          |
| 22. marta 2003     | "Edge of the Earth"            | Kevin McCullough    |
| 1. septembra 2005. | "Attack"                       | Paul Fedor          |
| 5. maja 2006       | "The Kill"                     | Bartholomew Cubbins |
| 4. decembra 2006.  | "From Yesterday"               | Bartholomew Cubbins |
| 29. јаnuara 2008   | "A Beautiful Lie"              | Angakok Panipaq     |
| 16. septembra 2008 | "A Beautiful Lie 2.0"          | Angakok Panipaq     |
| 12. novembra 2009  | "Kings and Queens"             | Bartholomew Cubbins |
| 9. јuna, 2010      | "Closer to the Edge"           | Bartholomew Cubbins |
| 30. novembra 2010  | "Hurricane"                    | Bartholomew Cubbins |
| 6. aprila 2011[1]  | "This is War"                  | Edouard Salier      |
| 19. aprila 2013    | "Up In The Air"                | Bartholomew Cubbins |
| 5. avgusta 2013    | "Do Or Die"                    | Bartholomew Cubbins |
| 29. oktobra 2013   | "City of Angels"               | Bartholomew Cubbins |

Komentari:
- ↑ Prikazivanje "This Is War" 1 aprila 2011 godine na kanalu A-One to je bilo pre zvaničnog premijere.

### Soundtrack
| Godina | Film/Igrica                                   | Pesma                 | Album                    |
| ------ | --------------------------------------------- | --------------------- | ------------------------ |
| 2003   | The Core                                      | «Echelon»             | 30 Seconds to Mars       |
| 2005   | Madden NFL 06                                 | «Attack»              | A Beautiful Lie          |
| 2006   | Madden NFL 07                                 | «Battle of One»       | A Beautiful Lie          |
| 2007   | Without a Trace                               | «The Kill»            | A Beautiful Lie          |
| 2007   | Nevidljivi                                    | «The Kill»            | A Beautiful Lie          |
| 2008   | Guitar Hero World Tour                        | «The Kill»            | A Beautiful Lie          |
| 2009   | The Double Hour                               | «A Beautiful Lie»     | A Beautiful Lie          |
| 2009   | Dragon Age: Origins                           | «This Is War»         | This Is War              |
| 2010   | Skyline                                       | «Kings and Queens»    | This Is War              |
| 2010   | Legend of the Guardians: The Owls of Ga'Hoole | «Kings and Queens»    | This Is War              |
| 2010   | Need for Speed: Hot Pursuit 2010              | «Edge of the Earth»   | 30 Seconds to Mars       |
| 2011   | I Am Number Four                              | «Escape»              | This Is War              |
| 2011   | Camelot                                       | «This Is War»         | This Is War              |
| 2011   | Shift 2: Unleashed                            | «Night of the Hunter» | This Is War              |
| 2011   | Igo                                           | «Kings and Queens»    | This Is War              |
| 2012   | Here Comes the Boom                           | «Vox Populi»          | This Is War              |
| 2013   | Nikita (TV serije)                            | «Bright Lights»       | Love Lust Faith + Dreams |
| 2014   | How to Train Your Dragon 2                    | «Kings and Queens»    | This is War              |
| 2014   | Assassin's Creed Rogue                        | «Birth»               | Love Lust Faith + Dreams |

## Dopunske
| Godina | Pesma                                          | Napomena |
| ------ | ---------------------------------------------- | --- |
| 2006   | "Santa Through The Back Door"                  | Originalna pesma je objavljena u zbirci Kevin & Bean's Super Christmas. |
| 2007   | "Stronger"                                     | To je Cover na pesmu Kanje Vesta koja je objavljena na Radio 1's Live Lounge – Volume 2. Od koga isto tako se pojavio B-side "From Yesterday" bonus track za deluxe edition of "This Is War". |
| 2008   | "The Only One" (Remix 4 by 30 Seconds to Mars) | To je pesma The Cure koja je objavljena u mini-albumu Hypnagogic States. 30 Seconds to Mars uradio remix pesme, ali oni ne deluju sa njom.                                                    |